# Absolutely Live (album de Toto)
Pour les articles homonymes, voir Absolutely Live.
Albums de Toto
Kingdom of Desire
(1992) Tambu
(1995)
Absolutely Live est le premier album en concert du groupe de rock Toto enregistré en 1992 pendant la tournée Kingdom of Desire et sorti en 1993.
Cette tournée suivait la sortie de l'album du même nom. Le batteur Simon Phillips a remplacé le membre fondateur du groupe Jeff Porcaro, décédé le 5 août 1992. Il s'agit ainsi du premier album du groupe sans son premier batteur.
Le disque regroupe treize des meilleurs titres de Toto, tels que Africa, Rosanna ou encore I'll Be Over You et la durée du concert avoisine les 80 minutes.

## Pistes
- Disque 1

1. Hydra
2. Rosanna
3. Kingdom of Desire
4. Georgy Porgy
5. 99
6. I Won't Hold You Back
7. Don't Stop Me Now
8. Africa

- Disque 2

1. Don't Chain My Heart
2. I'll Be Over You
3. Home of the Brave
4. Hold the Line
5. With a Little Help from My Friends

## Musiciens
- Steve Lukather : guitares, chant
- David Paich : claviers, chant
- Simon Phillips : batterie
- Mike Porcaro : basse
- Chris Trujillo : percussions
- John James : chant
- Jenny Douglas McRae : chant
- Donna McDaniels : chant